# Erioptera lushaiensis
Erioptera lushaiensis är en tvåvingeart som beskrevs av Alexander 1966. Erioptera lushaiensis ingår i släktet Erioptera och familjen småharkrankar. Inga underarter finns listade i Catalogue of Life.